# Lliga Mundial de voleibol
La Lliga Mundial de voleibol és una competició esportiva masculina de voleibol que disputen les seleccions més potents d'aquest esport a nivell mundial. La Federació Internacional de Voleibol va finalitzar aquesta competició el 2017, subtitulant-la per la Lliga de Nacions a partir del 2018.

## Història

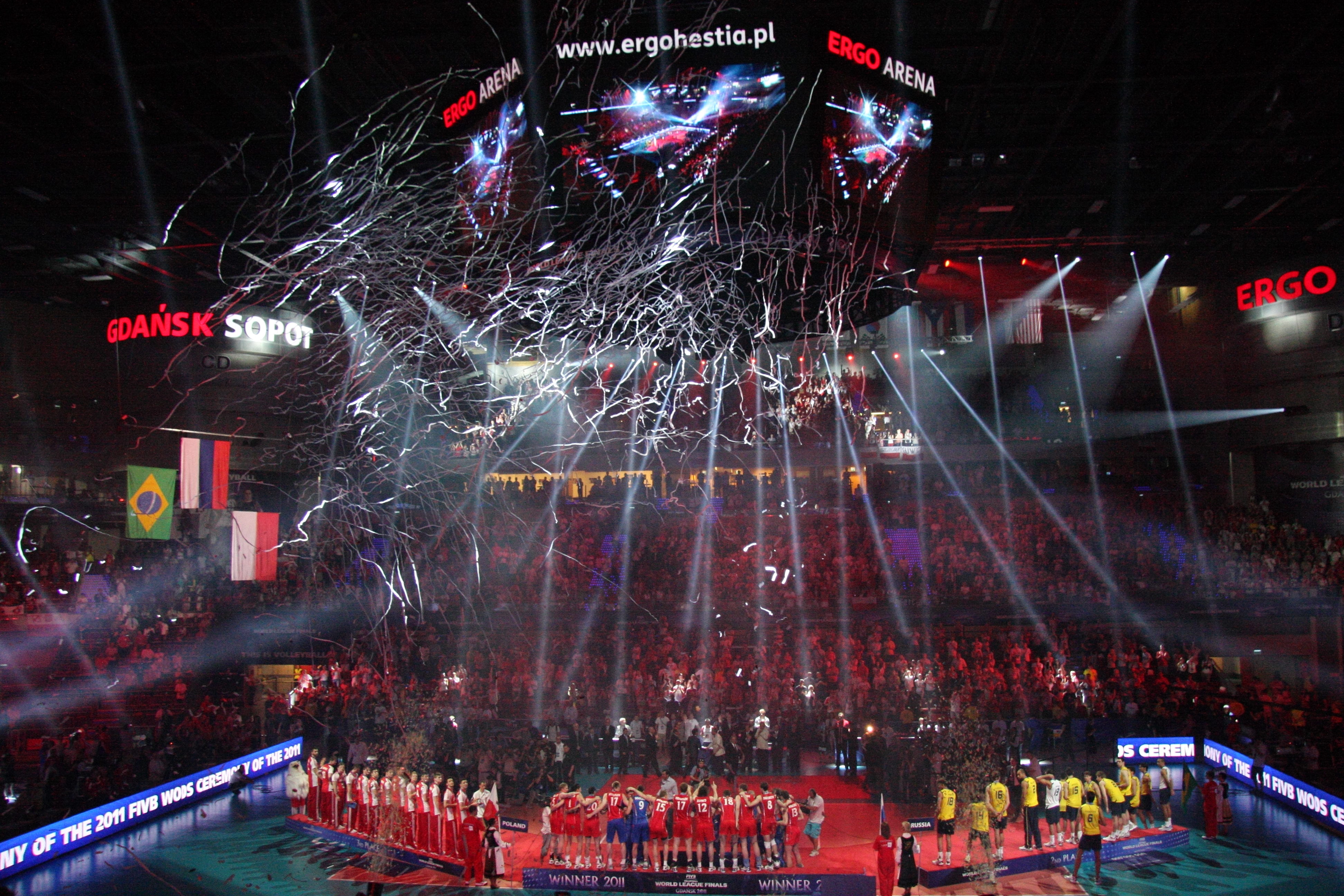
FIVB World League 2011 (Rússia campiona).

El 1986 se celebra a Praga el segon congrés mundial de la FIVB sota la presidència de l'advocat mexicà Rubén Acosta. Una de les decisions que es van adoptar va ser la creació de la World League masculina, inicialment amb les 10 seleccions més poderoses i més tard ampliades a 16. La competició destacà pels importants premis econòmics que s'atorgaven.

## Sistema de competició
- La World League no té fase de classificació. Els equips que hi prenen part són convidats directament per la FIVB.
- Les seleccions participants han de proporcionar cobertura dels mitjans de comunicació i transmissió televisiva en directe.
- La competició es divideix en dues parts, una primera on els equips s'enfronten en una fase de grups a doble volta, amb partits d'anada i tornada, i una fase final disputada a una seu concreta. Les primeres seleccions de la fase de grups es classifiquen per la fase final.
- La selecció de la seu de la fase final es classifica directament per aquesta.
- el més típic es dividir-ho per sets i es juguen 4 sets o 5 sets depèn del partit i dels jugadors

## Historial
| Any          | Seu                 | Or            | Plata               | Bronze              |
| ------------ | ------------------- | ------------- | ------------------- | ------------------- |
| 1990 Detalls | Osaka               | Itàlia        | Països Baixos       | Brasil              |
| 1991 Detalls | Milà                | Itàlia        | Cuba                | Unió Soviètica      |
| 1992 Detalls | Gènova              | Itàlia        | Cuba                | Estats Units        |
| 1993 Detalls | Ciutat de São Paulo | Brasil        | Rússia              | Itàlia              |
| 1994 Detalls | Milà                | Itàlia        | Cuba                | Brasil              |
| 1995 Detalls | Rio de Janeiro      | Itàlia        | Brasil              | Cuba                |
| 1996 Detalls | Rotterdam           | Països Baixos | Itàlia              | Rússia              |
| 1997 Detalls | Moscou              | Itàlia        | Cuba                | Rússia              |
| 1998 Detalls | Milà                | Cuba          | Rússia              | Països Baixos       |
| 1999 Detalls | Mar del Plata       | Itàlia        | Cuba                | Brasil              |
| 2000 Detalls | Rotterdam           | Itàlia        | Rússia              | Brasil              |
| 2001 Detalls | Katowice            | Brasil        | Itàlia              | Rússia              |
| 2002 Detalls | Belo Horizonte      | Rússia        | Brasil              | Sèrbia i Montenegro |
| 2003 Detalls | Madrid              | Brasil        | Sèrbia i Montenegro | Itàlia              |
| 2004 Detalls | Roma                | Brasil        | Itàlia              | Sèrbia i Montenegro |
| 2005 Detalls | Belgrad             | Brasil        | Sèrbia i Montenegro | Cuba                |
| 2006 Detalls | Moscou              | Brasil        | França              | Rússia              |
| 2007 Detalls | Katowice            | Brasil        | Rússia              | Estats Units        |
| 2008 Detalls | Rio de Janeiro      | Estats Units  | Sèrbia              | Rússia              |
| 2009 Detalls | Belgrad             | Brasil        | Sèrbia              | Rússia              |
| 2010 Detalls | Córdoba             | Brasil        | Rússia              | Sèrbia              |
| 2011 Detalls | Gdańsk/Sopot        | Rússia        | Brasil              | Polònia             |
| 2012 Detalls | Sofia               | Polònia       | Estats Units        | Cuba                |
| 2013 Detalls | Mar de Plata        | Rússia        | Brasil              | Itàlia              |
| 2014 Detalls | Florència           | Estats Units  | Brasil              | Itàlia              |
| 2015 Detalls | Rio de Janeiro      | França        | Sèrbia              | Estats Units        |
| 2016 Detalls | Cracòvia            | Sèrbia        | Brasil              | França              |
| 2017 Detalls | Cuiritiba           | França        | Brasil              | Canadà              |